# Reial Mestrança de Cavalleria de Saragossa
|  | Per a altres significats, vegeu «Mestrança (desambiguació)». |

Escut

La Real Mestrança de Cavalleria de Saragossa és una institució nobiliària que ha tingut diverses funcions a la ciutat de Saragossa i que té el seu origen en el segle xii.

## Origen
Durant o després de la conquesta cristiana de Saragossa en 1118, alguns cavallers de l'aristocràcia, seguint corrents caballerescas que imperaven en l'Europa de l'època, van passar a anomenar-se entre si Cavallers de Sant Jordi, per l'advocació a Sant Jordi entre els cavallers de l'època.

Creu d'Ènnec Aritza, símbol de l'entitat

Aquest grup formaria més tard un capítol nobiliari, el Capitol de Caballeros e Infançones de la Ciudat de Çaragoça, i la data exacta de la seva fundació és desconeguda, però que es creu va ser una mica posterior a la conquesta de Saragossa. Aquest capítol, igual que institucions similars, com a confraries o germanors, pretenia defensar els privilegis dels nobles davant la burgesia de les ciutats que lentament anava guanyant drets i privilegis. El document més antic que es conserva d'aquesta institució és del 28 de març de 1291, pel qual el Capitol es compromet a col·laborar juntament amb el Concejo i els gremis a mantenir la pau a la ciutat.
En el segle xv, el Capitol es va integrar en l'exèrcit de Saragossa, on va defensar els privilegis de la ciutat.
En 1457, el Capitol va crear la Cofradía de Justadores de San Jorge que s'obligava a organitzar justes i tornejos a la ciutat amb motiu de visites, natalicis, noces reials, etc., com correspondria a la capital del regne. Aquesta confraria, que tenia la seva seu al Palau de l'Aljaferia de Saragossa, amb el temps va arribar a absorbir al capítol.

## LaCofradía de Caballeros de San Jorge
A principis del segle xvi, el Capitol sol·licita a Ferran el Catòlic que confirmi les ordenacions per a la creació de la Cofradía de Caballeros e Infanzones sota l'auspici de Sant Jordi, patró d'Aragó i de la cavalleria. Ferran confirma la creació el 24 de maig de 1505.
La seu de la nova Confraria estaria en el Palau de la Diputació del Regne, destruït en la Guerra del francès, on hi posseïen un altar i un retaule dedicat a Sant Jordi. Formada per cavallers i infantons aragonesos, tenia com a fi, a part de celebrar justes i tornejos, honrar Sant Jordi i realitzar actes religiosos i d'assistència.
En 1591 arran de les Alteracions d'Aragó, la Cofradía de Caballeros de San Jorge s'alinea amb les tropes aragoneses per defensar els Furs del Regne en contra del rei Felip II. Felip II va excloure molts dels membres de la Confraria de manera expressa del perdó que va concedir a l'any següent, com va ser el cas per a Diego de Heredia, Martín de Lanuza, Juan de Luna, Tomás Pérez de Rueda o Manuel Donlope.
La confraria no es va recuperar fins al regnat de Carles II d'Espanya, que els inclou en el seu elenc i aprova noves ordenances.
Durant la Guerra de Successió, la Confraria va prendre el costat de l'arxiduc Carles, el pretendent de la casa d'Àustria, igual que la resta de la corona d'Aragó. En guanyar el pretendent de la casa de Borbó, Felip V d'Espanya, va requisar tots els béns de la Confraria. No obstant això, més tard el mateix Felip V va lliurar a 8 nobles i 16 cavallers i infantons el govern del Consell de Saragossa, amb el que la Confraria passa a regir la ciutat.

## LaReial Mestrança de Cavalleria de Saragossa
Els membres de la Confraria van tenir una participació activa en la Guerra del francès i els setges de Saragossa. A destacar el general Palafox, fill dels marquesos de Lazán, els ascendents dels quals havien format part de la Confraria durant generacions. El 24 de desembre de 1808 Palafox va emprar Cavallers Infantons del Regne per crear el Cos de Cavalleria dels Almogàvers per a la defensa de la ciutat.
L'activitat de la Confraria va ser represa en 1813, després de la fugida dels francesos. En 1819, el rei Ferran VII eleva la Confraria al rang de Mestrança en agraïment a la seva actuació durant els Llocs de la ciutat. És l'última que s'ha creat d'entre les cinc mestrances de cavalleria existents en el 2007: Ronda (creada en 1572), Sevilla (1670), Granada (1686) i València (1690). Així doncs, la de Saragossa és la més recent de les Mestrances, però la d'origen més antic.
Després de la destrucció del Palau de la Diputació del Regne, la Reial Mestranza tindria la seva seu en l'església de Santa Isabel de Portugal, el Saló Consistorial, el Palau de la Duana o el Palau dels Marquesos d'Ayerbe. En 1835 fixen la seu definitivament en la casa de Miguel Donlope, que van comprar el 24 de juny de 1912 a la família Jordán de Urriés.
Un Reial decret signat per Alfons XIII el 14 de desembre de 1908 va permetre l'ús de la Creu d'Ènnec Aritza com a insígnia de la Mestrança.
En l'actualitat la Reial Mestrança es dedica també a la promoció de la ciutat de Saragossa.